# Скандал из-за руткита в DRM от Sony
Скандал из-за руткита в DRM от Sony — скандал, произошедший в 2005 году из-за программного обеспечения DRM от компании Sony BMG. Более чем на 20 миллионах копий музыкальных дисков было обнаружено несколько программ, отвечающих за защиту интеллектуальной собственности. Однако вместе с этим, они могли модифицировать параметры операционных систем Windows и macOS, собирать пользовательские данные и в конечном итоге создавали серьезные уязвимости в безопасности. О наличии стороннего ПО не было упомянуто в лицензионном соглашении (EULA). Обе программы были классифицированы как rootkit. Убыток составил около 1.5 млн долларов США.

## Предыстория
В августе 2000 года, вице-президент Sony Pictures Entertainment в США — Стив Хеклер, заявил о необходимости принять «агрессивные» меры против пиратства.
В 2001 году Sony BMG подверглась скандалу в Европе, когда выпустила второй альбом исполнительницы Натали Имбрульи на CD, без каких либо предупреждений или упоминаний о том, что они содержат DRM. В конечном итоге диски пришлось заменить. Однако уже в 2002 году было заявлено, что все диски издаваемые Sony BMG на Европейском рынке будут содержать защиту.

## Вредоносные программы
Два компонента по обеспечению защиты от копирования, из-за которых произошел скандал в 2005 году были включены в более чем 22 миллиона компакт-дисков проданных Sony BMG в 2004 году. Около двух миллионов копий содержали защиту именуемую как «Extended Copy Protection» (XCP). Она устанавливалась сразу, как только пользователь принимал соглашение в котором данное ПО не упоминалось. 
В остальных же 20 миллионах копий, была обнаружена защита «MediaMax CD-3», компании SunnComm. Она попадала на ПК пользователей независимо от того, было ли принято лицензионное соглашение. macOS запрашивала у пользователя подтверждение, когда ПО пыталось внести изменения в работу ОС.

## Обнаружение и исследование
Скандал начался 31 октября 2005 года. Тогда исследователь из подразделения Winternals — Марк Руссинович, опубликовал в своем блоге детальный технический анализ программы «F4I XCP», которая была установлена на его компьютер через компакт-диск от Sony BMG. Он отметил, что программа не была упомянута в соглашении и что средства защиты авторских прав «зашли слишком далеко».
Антивирусная компания F-Secure постановила, что сама программа не является напрямую вредоносной, однако использует техники маскировки, характерные для вредоносного ПО.
Руссинович выделил несколько наиболее главных проблем с безопасностью XCP в Windows:
- Программа создает потенциальные уязвимости в ОС для различного рода червей, троянов и вирусов.

- Программа может внезапно запуститься в фоне и начать потреблять оперативную память, даже при отсутствии диска в приводе.

- Использует небезопасные процедуры запуска и остановки, что может привести к системным вылетам.

- Программа скрывает свои файлы в системе, у пользователя нет возможности ее удалить посредством деинсталятора.

Было замечено несколько случаев эксплуатации созданных дыр в безопасности.
Sony BMG выпустили патч для XCP, а также программу по удалению защиты от копирования, однако она сразу была раскритикована. Для ее использования необходимо было указать email адрес, а вскоре в ней был обнаружен бэкдор. 18 ноября 2005, Sony BMG выпустили новую утилиту по удалению руткитов с Windows систем. Пользователям предлагалось полностью удалить DRM вместе со всеми файлами и ключами реестра, либо устанавливать обновления, если они желали продолжать использовать CD с данной программой.

## Последствия
Sony BMG отозвали практически все не проданные диски которые содержали защиту, разрешили покупателям заменить их на CD без DRM. Во многих штатах против компании были поданы иски. Пострадавшие от действий руткита получили денежную компенсацию в размере до 175 долларов. Sony создали вебсайт, посвященный решению проблем связанных с инцидентом.

### Нарушения авторского права
Исследователи также обнаружили, что Sony BMG и разработчики защиты от копирования нарушили копилефт-лицензии на ПО, использовав код взятый из свободных программ. В их число входили: LAME MP3, mpglib, FAAC, id3lib, mpg123 а также VLC media player.